# Тарнув-Восток
Тарнув-Восток или Тарнув-Восточный (пол. Tarnów Wschód, Tarnów Wschodni) — железнодорожный путевой пост в городе Тарнув, в Малопольском воеводстве Польши. Планируется установить железнодорожную станцию или пассажирский остановочный пункт.
Раздельный пункт Тарнув-Восточный был построен на линии Галицкой железной дороги имени Карла Людвига в 1893 году, когда город Тарнув был в составе Королевства Галиции и Лодомерии. 